# José Portal de Artavia
José Portal de Artavia (Principado de Cataluña, Corona de Aragón, Monarquía Hispánica c. 1610s - Santiago de Guatemala abril de 1671) fue un maestre de campo de los reales ejércitos que ocupó el cargo de alcalde mayor de San Salvador (desde 1652 a 1657), y gobernador interino de Nicaragua (1659 - 1661).

## Biografía
José Portal de Artavia nació por la década de 1610s en el Principado de Cataluña, Corona de Aragón de la Monarquía Hispánica; comenzó a servir en las milicias del principado catalán en 1636 con dos escudos de ventaja de los 30 de la compañía del capitán Cristóbal de Beructe.
Vivió su primera batalla en Perpiñán el 15 de septiembre de 1639 (durante la Guerra Franco-española) y obtuvo como recompensa el título de alférez; posteriormente el 3 de marzo de 1640 se reformó el tercio en que estaba y el 3 de abril obtuvo el rango de oficial segundo de la contaduría, cargo que ejercería hasta el 3 de enero de 1641, durante ese tiempo formó parte de las tropas que buscaron detener a los campesinos rebelados en Barcelona durante el comienzo de la sublevación de Cataluña. El 1 de junio de ese año de 1641 el rey Felipe IV le otorgó 8 escudos de ventaja, luego de ello el 12 de agosto obtuvo el rango de teniente de la compañía de caballos Corazas Españoles del capitán Pantaleón de Albear.
El 17 de enero de 1643 el marqués de Leganés Diego Mexía Felípez de Guzmán lo nombró capitán de una compañía del tercio del maestre de campo Esteban de Azcárraga; la cual lideró hasta el 2 de marzo de ese año cuando fue capturado por las tropas franco-catalanas durante el sitio de Miravet, lograría escapar de sus captores y enlistarse en la compañía del capitán Juan de Garay el 23 de julio de 1643. Posteriormente, el 3 de enero de 1644 fue reformada su compañía, que lideraría hasta el 4 de julio de 1644 cuando se le otorgó licencia en virtud de orden del rey para que fuese a servir a una compañía del tercio del maestre de campo Esteban de Azcárraga.
A principios 1646 se trasladaría a la Capitanía General de Yucatán en compañía del maestre de campo Esteban de Azcárraga (que había sido designado por el monarca español como gobernador y capitán general de la dicha provincia), en donde obtendría el título sargento mayor de esa provincia y teniente de capitán general en el puerto de San Francisco de Campeche. Posteriormente el 1 de mayo de 1646 se le nombraría capitán artillería de la ciudad de Mérida, y se le daría licencia para regresar a España por dos años para pedir la confirmación de ese cargo, el 26 de abril de 1648 se le conformaría dicho cargo por real cédula, y el 7 de julio de ese año regresaría al continente americano.
El 19 de febrero de 1649 el monarca español lo designaría como alcalde mayor de San Salvador, asimismo el rey emitió una real cédula el 10 de junio de ese año para que la Real Audiencia de Guatemala no envié a nadie a tomarle residencia durante su período de gobierno como alcalde mayor; su real cédula sería enviada por barco en 1650 y tomaría posesión de su cargo por el año de 1652; por ese tiempo también contraería matrimonio con Francisca de Salazar, con quien engendraría 3 hijas: Francisca, María Antonia y Elena Nicolasa.
El día 15 de enero de 1654 fray Antonio Dávila le escribiría un extenso memorial a la real audiencia guatemalteca, informándole del mal proceder y los malos tratos hacia los indígenas por parte del alcalde mayor José Portal, sin embargo la real audiencia hizo caso omiso de ello y José Portal pudo continuar con su gobierno.
Ejercería el cargo de alcalde mayor hasta el año de 1657, luego de ello se trasladaría a residir a la ciudad de Santiago de Guatemala, se sabe que para el 13 de septiembre de ese año poseía un Molino harinero en Jocotenango; el 28 de agosto de 1658 su esposa Francisca de Salazar otorgó un poder para testarlo.
El 28 de noviembre de 1659, debido a que Sebastián Bravo de Sambrano no había tomado posesión del cargo de gobernador de la provincia de Nicaragua, el presidente-gobernador y capitán general de Guatemala Martín Carlos de Mencos lo designó como gobernador interino de la Nicaragua, además para entonces ya tenía el título de maestre de campo. Por otro lado, según menciona Francisco Antonio de Fuentes y Guzmán en su Recordación Florida, en dicha provincia fue testigo de un indígena que se transformaba en león o puma.
Desempeñaría el cargo de gobernador de Nicaragua hasta 1661, y después se dirigiría a residir a la ciudad de Guatemala donde fallecería por abril de 1671 con testamento otorgado el 5 de abril de ese año ante el escríbano real Miguel de Ocampo.